# 벨라루스의 러시아어
러시아어는 벨라루스의 두 공용어 중 하나이다 (다른 하나는 벨라루스어). 미디어, 교육 및 기타 공공생활 영역에서 러시아어의 지배력 때문에, 러시아어는 사실상 국가에서 가장 널리 사용되는 언어이며, 이는 역사상 소련 시대와 소련 붕괴 후 시대의 발전의 결과이다. 그러나 농촌 지역에서는 문학 벨라루스어와 러시아어의 혼합인 트라샨카가 가장 자주 사용되는 변형이다.

## 역사
폴란드 분할과 리투아니아 대공국의 파괴 이후, 벨라루스 민족의 대부분의 영토는 러시아 제국의 일부가 되었고, 그 후 러시아 정부는 벨라루스 관리들과 교회 지도자들을 대량으로 체포하고 그들을 러시아인으로 대체하기 시작했다. 1772년, 예카테리나 2세는 합병된 영토에서 판결, 법령, 명령이 오직 러시아어로만 발행되어야 한다는 법령에 서명했으며, 1773년에는 "지방 법원 설립에 관한" 또 다른 법령에 서명하여 사법 시스템에서 오직 러시아어의 의무적인 사용을 다시 규정했다.
그 후 나라의 노예화가 시작되었다. 예카테리나 2세의 통치 기간 동안에도 약 50만 명의 이전에 자유로웠던 벨라루스 농민들이 러시아 귀족의 농노가 되었다. 벨라루스 영토에서는 정기적으로 봉기가 일어났지만, 모두 잔인하게 진압되었다. 특히, 코시치우슈코 봉기 진압 후 알렉산드르 수보로프는 2만 5천 명의 농노를 보상으로 받았다.
수도원과 도서관의 벨라루스 문학도 곳곳에서 불태워졌으며, 대부분의 책은 이오시프 세마시코의 명령으로 불태워졌다. 러시아화는 건축물에도 반영되었는데, 벨라루스어에 충성했던 그리스 가톨릭 인쇄소를 포함하여 리투아니아 대공국 시대의 성스러운 건물들이 파괴되기 시작했다. 파괴된 건물 자리에는 "북서 지역"의 당시 총독이었으며 벨라루스인에 대한 범죄와 1월 봉기 (1863-1864) 중 칼리노프스키의 반란 진압으로 알려진 미하일 무라비요프의 이름을 딴 소위 무라비요프 교회가 건설되었다. 그의 좌우명인 "러시아 총검이 끝내지 못한 것은 러시아 관리, 러시아 학교, 러시아 성직자가 끝낼 것이다"는 널리 퍼졌다 (러시아어. Что не доделал русский штык, доделает русский чиновник, русская школа и русский поп.).

### 1897년 인구조사별 분포
| 구베르니야* | 총인구    | 벨라루스어 (Бѣлорусскій) | 러시아어 (Великорусскій) | 폴란드어 (Польскій) |
| --- | --------- | ------------------------ | ------------------------ | ------------------- |
| 빌나현 | 1,591,207 | 891,903                  | 78,623                   | 130,054             |
| 비텝스크현 | 1,489,246 | 987,020                  | 198,001                  | 50,377              |
| 그로드노현 | 1,603,409 | 1,141,714                | 74,143                   | 161,662             |
| 민스크현 | 2,147,621 | 1,633,091                | 83,999                   | 64,617              |
| 모길료프현 | 1,686,764 | 1,389,782                | 58,155                   | 17,526              |
| 스몰렌스크현 | 1,525,279 | 100,757                  | 1,397,875                | 7,314               |
| * 또한 참고: 19세기 후반 벨라루스 및 인접 지역의 행정-영토 구획 (오른쪽 절반 페이지) 및 벨라루스 및 인접 지역의 민족 구성 (1897년 자료를 바탕으로 미콜라 비치 작성) |           |                          |                          |                     |

러시아의 억압, 불필요한 사람들의 시베리아로의 지속적인 추방, 벨라루스어의 언론 사용 제한에도 불구하고 (이는 19세기 말에야 해제되었다), 그 당시 지하에서 수많은 주요 벨라루스 작가들, 특히 그 당시 벨라루스의 주요 출판물인 "나샤 니바"에서 한동안 일했던 양카 쿠팔라의 창조적 스타일이 형성되었다.
벨라루스 인민공화국의 붕괴와 소련 건국 이후, 처음에는 "벨라루스화" 정책이 추진되었지만, 1930년대 대규모 억압이 시작되면서 끝이 났다. 이 기간 동안 내무인민위원부는 당시 벨라루스 지식인 대부분을 살해했다.
제2차 세계대전 이후 벨라루스의 대부분 교육 기관은 러시아어로 전환되었다.

### 1995년 이후
1995년, 1995년 벨라루스 국민투표 결과에 따라 러시아어는 제2의 공용어로 선언되었다. 벨라루스 인구조사 (2009)에 따르면, 벨라루스 인구의 41.5%가 러시아어를 모국어로 선언한 반면, 53.2%는 벨라루스어를 모국어로 사용했으며, 70.2%는 러시아어를 "집에서 사용하는 언어"라고 밝혔다 (인구조사의 두 번째 언어 관련 질문). 그러나 소수 민족은 폴란드어, 우크라이나어, 동부 이디시어도 사용한다.

## 같이 보기
- 러시아계 벨라루스인
- 벨라루스의 인구
- 벨라루스의 러시아화